# Винковачки Бановци
Винковачки Бановци су насељено мјесто у саставу општине Нијемци, Република Хрватска.

## Историја
Насеље је у вријеме СФРЈ било у саставу некадашње општине Винковци.

## Становништво
Насеље је према попису становништва из 2011. године имало 169 становника.
| Националност       | 1991. |
| Срби               | 241   |
| Југословени        | 6     |
| Хрвати             | 4     |
| Муслимани          | 1     |
| остали и непознато | 3     |
| Укупно             | 255   |

| Демографија | Демографија | Демографија |
| Година      | Становника  | Становника  |
| ----------- | ----------- | ----------- |
| 1948.       | 301         |             |
| 1953.       | 304         |             |
| 1961.       | 306         |             |
| 1971.       | 305         |             |
| 1981.       | 266         |             |
| 1991.       | 255         |             |
| 2001.       | 194         |             |
| 2011.       |             | 169         |